# Myrcia fusiformis
Myrcia fusiformis là một loài thực vật có hoa trong Họ Đào kim nương. Loài này được M.L.Kawas. mô tả khoa học đầu tiên năm 1996.